# Lázaro Betancourt (płotkarz)
Lázaro Arístides Betancourt Mella  (ur. 30 lipca 1936 w Matanzas, zm. 18 stycznia 2025) – kubański lekkoatleta specjalizujący się w krótkich biegach płotkarskich, uczestnik letnich igrzysk olimpijskich w Tokio (1964).

## Sukcesy sportowe
| Rok  | Miasto          | Zawody                                   | Konkurencja        | Wynik                 |
| ---- | --------------- | ---------------------------------------- | ------------------ | --------------------- |
| 1959 | Chicago         | Igrzyska panamerykańskie                 | bieg na 110 m ppł  | 5. miejsce            |
| 1960 | Santiago        | Igrzyska ibero-amerykańskie              | bieg na 110 m ppł  | złoty medal           |
| 1962 | Kingston        | Igrzyska Ameryki Środkowej i Karaibów    | bieg na 110 m ppł  | złoty medal           |
| 1963 | São Paulo       | Igrzyska panamerykańskie                 | bieg na 110 m ppł  | brązowy medal         |
| 1963 | Porto Alegre    | Uniwersjada                              | sztafeta 4 × 100 m | srebrny medal         |
| 1964 | Tokio           | Igrzyska olimpijskie                     | bieg na 110 m ppł  | 6. miejsce (półfinał) |
| 1967 | Xalapa-Enríquez | Mistrzostwa Ameryki Środkowej i Karaibów | bieg na 110 m ppł  | srebrny medal         |

## Rekordy życiowe
- bieg na 110 metrów przez płotki – 14,0 (1964)